# Rhamphomyia prava
Rhamphomyia prava är en tvåvingeart som beskrevs av Chillcott 1959. Rhamphomyia prava ingår i släktet Rhamphomyia och familjen dansflugor.
Artens utbredningsområde är New Hampshire. Inga underarter finns listade i Catalogue of Life.